# LIBRIS
LIBRIS (für „LIBRary Information System“) ist ein schwedischer Verbundkatalog, der von der Königlichen Bibliothek zu Stockholm verwaltet wird.
Der MARC Code für den schwedischen Verbundkatalog lautet „SE-LIBR“. Die „SELIBR“-Nummer (ohne Bindestrich) ist als Normdatei für die Ansetzung von Personennamen auch außerhalb von Schweden verbreitet.